# 程序民主
程序民主与实质民主相对，指称实现民主过程的先后顺序及其相关制度性规定，强调民主的机制、规则和程序。它主要是从政体的意义阐释民主，旨在保证人民当家作主的实现。简言之，程序民主就是使民主的实现制度化、法律化、规范化。
政治经济学者约瑟夫·熊彼特在《資本主義、社會主義和民主》（英語：Capitalism, Socialism, and Democracy）一书中认为，“民主方法就是那种为作出政治决定而实行的制度安排，在这一制度安排中，某些人通过着争取人民的选票取得作出政治决定的权力”。他认为，民主并非真的是人民当家作主，而仅仅意味着“人民有机会接受或拒绝要来统治他们的人” ，意即“民主政治就是政治家的统治”。 这一观点又被后人称之为“民主的程序论”，熊彼特是程序民主理论集大成者。
程序民主用於表示產生選舉合法政府的特定程序，例如基於普選的定期選舉。 程序民主以選舉過程為中心作為民主合法性的基礎，通常與實質民主或參與民主形成對比，後者以社會中所有群體平等參與政治過程為中心合法性的基礎。
該詞彙通常用於表示通過選舉等民主程序的存在而人為地出現民主，而實際上權力掌握在一小群精英手中，他們操縱民主進程使自己在民主方面顯得合法。

## 概念释义
程序民主主张民主是一种过程或一种程序，公民个人的自由平等权利只有在这种过程或程序中才能实现。对于程序民主而言，最重要的是程序而不是结果。其认为，程序对于民政而言至关重要，不能用结果来衡量政治体制的民主程度。因此之故，又被称为形式民主、经验民主、民主的程序主义。
程序民主假定选举过程的核心在于权威被放置于当选的官员身上并确保所有选举程序得到适当遵守（或至少看起来是这样）。它可以被描述为在一个共和国（即人民投票选举代表以行使公共权力的国家），只有基本架构和机构准备就绪。通常而言，以前当选的代表利用选举程序来维护自身权力，在不同程度上违背了人民的公共意志，从而妨害了建设一个较为成熟的民主国家。
而现今多数立宪的国家虽然名义上准循民主的方针但实质上可能仅存在全民普选而在其他机制限制了人民对于政治的参与或实行精英政治。例如俄罗斯、吉尔吉斯坦等国仍持续寡头统治，人民意愿被权威架空，或如马来西亚、日本等长期执政党一党独霸垄断社会上的政治资源。
即使是民主程序完善的国家也会存在实质的形式民主现状，如在法律上或者是程度上存在对于民意的阻碍和迫害，或者是使用漏洞和机制将整个国家政治权利的中心精英化妨碍人民的意愿。

## 实质民主
从程序与过程角度而言，民主分为程序民主与实质民主，实质民主主要体现价值理性的诉求，是一种理想主义民主观；而程序民主要体现工具理性的诉求，是一种现实主义民主观。但二者联系甚密。从法理学角度而言，民主，既需要程序民主，更需要实质民主。前中华人民共和国国务院总理温家宝认为，“没有程序的民主，就没有实质的民主”，在某种程度上，程序民主还可以促进实质民主。